# Alcyonidiidae
Alcyonidiidae zijn een familie van mosdiertjes (Bryozoa) uit de orde van de Ctenostomatida.

## Geslachten
- Alcyonidioides d'Hondt, 2001
- Alcyonidium J.V.F.Lamouroux, 1813
- Bockiella Silén, 1942
- Halodactyle Farre
- Lobiancopora Pergens, 1889

Niet geaccepteerde geslachten:
- Cycloum Hassall, 1841 → Alcyonidium J.V.F.Lamouroux, 1813
- Halcyonidium Agassiz, 1846 → Alcyonidium J.V.F.Lamouroux, 1813
- Sarcochitum Hassall, 1841 → Alcyonidium J.V.F.Lamouroux, 1813